# アラメダ野生生物保護公園
アラメダ野生生物保護公園（アラメダやせいせいぶつほごこうえん、英: Alameda Wildlife Conservation Park）は、ジブラルタルのアラメダ庭園にある野生生物公園。

## 沿革
アラメダ野生生物保護公園は、ジブラルタルを経由しようとした野生生物の密輸業者たちから押収したオウム、リクガメ、サルのコレクションとして1994年に開園した。ジブラルタルの税関は、それらの動物をジブラルタル鳥類学・博物学協会 (GONHS) に引き渡した。
1996年、長年打ち捨てられていたアラメダ・ミニチュア・ゴルフコースが整備され、この時も全てボランティアの手によって小さな保護公園へと作り変えられた。

## 現在
園の主な目的は押収された動物の飼育だが、適切に仕立てれば、一般公開して動物の違法取引だけでなく、野生生物保護に関して人々の啓蒙に役立てられることが分かってきた。この公園はまた、アカギツネ、ワタリガラス、チャエリイワシャコといった、将来アッパー・ロック自然保護区への再移入が考えられている地元種の世話に関しても重要なものとなってきている。
この公園は地元の学校にとっても重要な教材となってきており、地元の豊かな生物多様性だけでなく、広範な自然保護問題についての認識を高めるのに役立っている。

## 開園情報
この公園は聖金曜日、ナショナルデー（9月10日）、クリスマスを除き年中無休で開園している。入園料は、一般的な維持費、餌代、獣医の謝礼に使われる。

## 飼育されている動物
爬虫類
- グリーンイグアナ
- ギリシャリクガメ
- テラピン
- ヘルマンリクガメ
- カミツキガメ
- インドシナウォータードラゴン

哺乳類
- プレーリードッグ
- バーバリーマカク
- ブタオザル
- カニクイザル
- ワタボウシタマリン
- ミケリス
- エジプトルーセットオオコウモリ
- ポットベリードピッグ（ブタの品種）
- コツメカワウソ
- ウサギ
- ホソオヤマネ

鳥類
- ヨウム
- イワインコ
- キビタイボウシインコ
- キソデボウシインコ
- ヒインコ（ヒインコ亜科の1種）
- スミインコ
- オキナインコ
- ベニガオメキシコインコ
- キバタン
- ワタリガラス
- ネズミガシラハネナガインコ
- インドクジャク（放し飼い）

## 行事
ここでは年に2回、5月と10月に参観日 (open day) が設けられている。他にも各種のイベントが開かれる。